# مرغابی هارتلاوب
مرغابی هارتلاوب یا مرغابی شاه‌بلوطی (نام علمی: Pteronetta hartlaubii) یک مرغابی شاه‌بلوطی تیره از جنگل‌های آفریقا است. در گذشته در مجموعه " اردک‌های شاخه‌نشین " پیراتبار قرار می‌گرفت، سپس به مجموعه مرغابیا روآبچر منتقل شد. با این حال، نسبتاً از مرغابیان روآبچر «نمادین» متمایز است و در سردهٔ تک‌نماد Pteronetta قرار می‌گیرد تا این موضوع را بازتاب دهد.
تجزیه و تحلیل توالی‌های میتوکندریایی ژن‌های سیتوکروم ب و زیرواحد 2 NADH دهیدروژناز نشان می‌دهد که این ژن به یک تبارشاخه بسیار متمایز - احتمالاً یک زیرخانواده خاص خودش - به همراه غاز بال‌آبی، گونه‌ای دیگر از پرندگان آبی آفریقایی با قرابت‌های نامشخص وابستگی دارد.
مرغابی هارتلاوب در غرب و مرکز استوایی آفریقا، از گینه و سیرالئون شرق از طریق نیجریه تا سودان جنوبی و از جنوب تا گابن، کنگو و زئیر ساکن است.
این پرنده به افتخار طبیعت‌شناس آلمانی گوستاو هارتلاوب نام‌گذاری شده‌است.

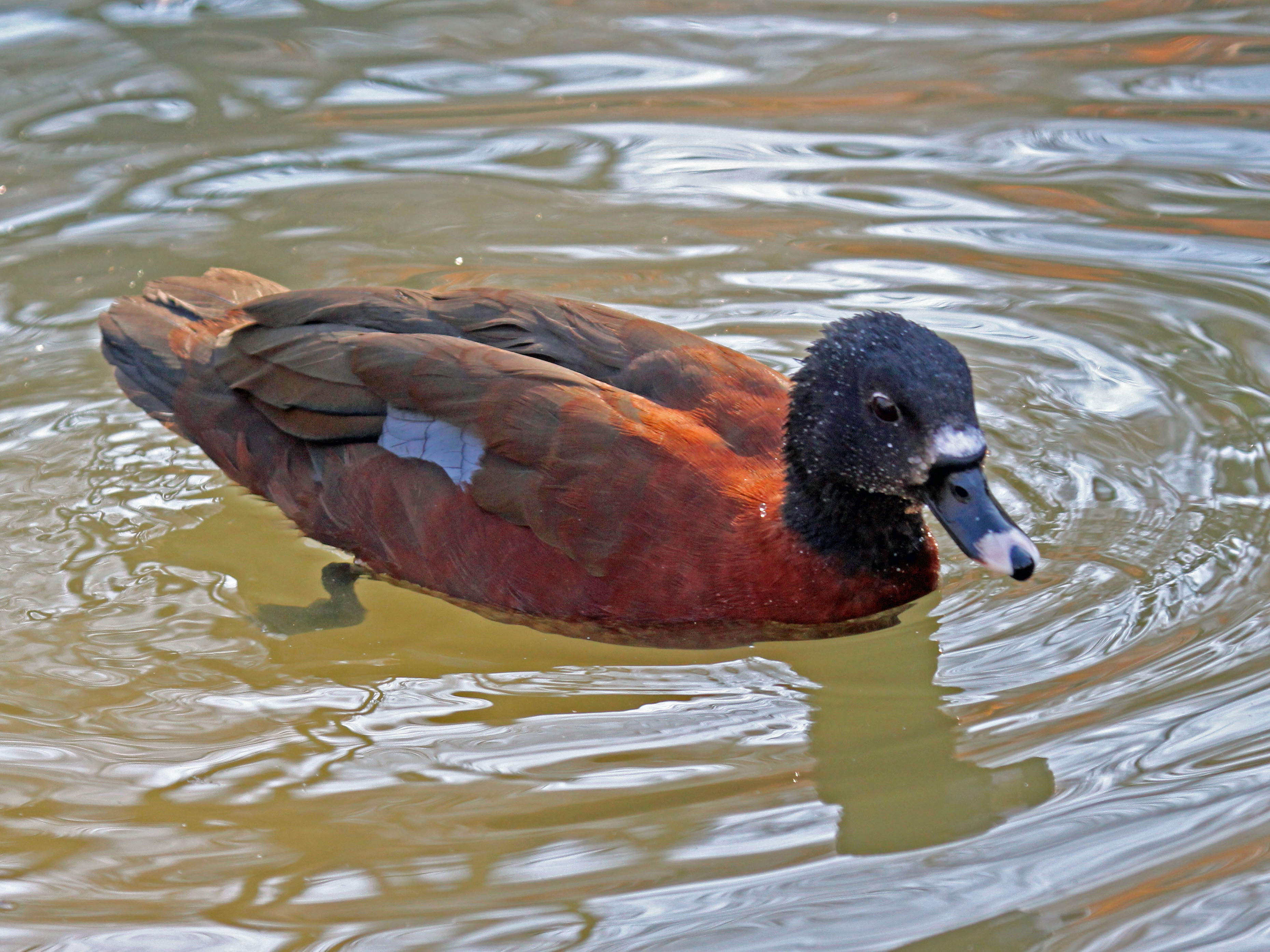
مرغابی هارتلاوب در حال شنا کردن